# L'uovo di Gertrudina
L'uovo di Gertrudina è una raccolta di racconti di Laura Pariani pubblicata nel 2003 e vincitrice nello stesso anno del Premio Selezione Campiello.
I racconti che compongono il volume sono tutti incentrati su figure di suore, che talvolta incrociano i grandi drammi della Storia, come la protagonista de La voladora, monaca che scompare in Argentina durante gli anni della dittatura militare.

## Contenuto
- Il primo racconto, Il colore del silenzio, è dedicato alla figura di suor Assunta. Nata in provincia di Novara, è stata volontaria con i salesiani nella Terra del Fuoco e nell'Isola Dawson. Ritorna in Piemonte negli anni quaranta e muore nel 1963, dopo un voto di silenzio durato dieci anni. C'è una voce che narra in prima persona e racconta il viaggio tra Piemonte e Patagonia alla ricerca di testimoni e documenti per ricostruire il personaggio.
- Per maggiormente regalarLa - titolo tratto da una lettera di Virginia Galilei al padre del 1625[1] - racconta una giornata di suor Maria Celeste nel convento di San Matteo in Arcetri. La monaca, febbricitante, tra un riposo e l'altro, tra una funzione religiosa e l'altra, scrive una lettera all'anziano padre scienziato, missiva che dovrà accompagnare un "fagotto" di doni (tra cui un barattolo di cedri canditi e un tovagliolo ricamato). Suor Maria ripensa a lei bambina (quando suo padre le mostrava i disegni dei pianeti), si preoccupa della salute del genitore e riflette su quanto sia difficile praticare il distacco dal mondo e dagli affetti familiari previsto dalla Regola.

## Edizioni
- Laura Pariani, L'uovo di Gertrudina, Milano, Rizzoli, 2003.
- Laura Pariani, L'uovo di Gertrudina, Milano, BUR, 2005.